# Karolinska ploča
Karolinska ploča mala je tektonska ploča koja se prostire na ekvatoru na istočnoj polutci, sjeverno od Nove Gvineje. Čini zonu subdukcije duž granice s Pločom Ptičje glave i Pločom Woodlark na jugu, dok je na sjeveroistoku transformni rasjed koji čini granicu s Tihooceanskom pločom. Uz granicu s Filipinskom pločom na zapadu i sjeverozadu nalazi se konvergentna granica koja prelazi u rascjep.
Karolinsku ploču prvi su kao posebnu ploču predložili Weissel i Anderson 1978.

## Geološka svojstva
Kao zasebni terrane s vlastitom tektonskom poviješću Karolinska ploča smatra se dijelom Tihooceanske ploče zbog rijetke seizmičke aktivnosti i malih brzina duž njezinih granica. Obuhvaća Zapadni Karolinški bazen i Istočni Karolinški bazen te neaktivno kontinentsko podnožje Eauripik koje ih razdvaja, ali ne obuhvaća ni Karolinske otoke ni Karolinski hrbat. Subducira ispod ploča Ptičje glave i Woodlark duž rova Nove Gvineje na jugu.
Granica s Filipinskim morem na zapadu ima dva segmenta: južni segment, korito Ayu koje širi brzinom od 8 mm/god od c. 25 – 2 Ma, ali usporava. Sjeverni segment, koji se sastoji od Palauanske brazde i južne brazde Yap, nije aktivna zona subdukcije što je vidljivo po tome da nema aktivnih vulkana. Granica Karolinske i Tihooceanske ploče složen je sustav koji se djelomično i potencijalno razvija u zonu subdukcije. Jugoistočna granica, uz Manusovu brazdu, konvergentna je granica, ali se zbog nedostatka aktivnih vulkana i potresa ne smatra zonom subdukcije.

## Tektonska povijest
Karolinska ploča kreće se brzinama vrlo blizu onima koje ima Tihooceanska ploča, a njezina starost nastanka i trenutačni status neovisne ploče neizvjesni su. Brzina udaljavanja Karolinske i Filipinske ploče vrlo je mala, a tijekom neogena Karolinska ploča gibala se s Filipinskom i Novogvinejskom pločom.
Karolinski hrbat na sjeveru susreće se s Karolinskom pločom u koritu Sorol na kojem postoje neki dokazi kosog proširenja. Međutim, podrijetlo Karolinskog hrbata neizvjesno je, no s obzirom na to da je napravljen od oceanske kore, vjerojatno je produkt vruće točke. Prisutnost rova i naznaka subdukcije ispod Pacifičke ploče sugestivna je, ali odsutnost otočnih lukova, što bi se moglo očekivati od značajne subdukcije u prošlosti, čini razvoj duž te granice nejasnim.
Karolinska ploča u prošlosti je zasigurno bila zasebna ploča. Mussauova brazda, granica duž njezine istočne strane, morala je biti važna granica jer su magnetske anomalije na Karolinskoj ploči iz oligocena, a one na Tihooceanskoj ploči iz krede. Postoje naznake širenja u Karolinskom moru prije 34 – 27 Ma. Ako se Karolinska ploča gibala s Tihooceanskom pločom, trebali bi postojati jasni dokazi odgovarajuće subdukcije ispod Nove Gvineje, kojih praktički nema. Korito Ayu zona je sporog širenja koja se otvorila prije 15 Ma.